# Tcherkiokh
 (avril 2019).
Tcherkiokh ( russe : Черкёх    ) est une localité rurale (un selo) et le centre administratif de l’okroug rural d'Oktiabrski, dans le district de Tattinski, dans la République de Sakha, en Russie. Elle est située à 33 kilomètres de Ytyk-Kiouiol, le centre administratif du district. Au recensement de 2010, sa population était de 1 257 habitants ,, contre 1 264 lors du recensement de 2002.

### Sources
- Site officiel de la République de Sakha. Registre des divisions administratives et territoriales de la République de Sakha . District de Tattinsky . (ru)
- Государственное Собрание (Ил Тумэн) Республики Саха (Якутия).   Закон   №173-З №353-III   от   30 janvier 2004 «Об установлении границ и о  наделении статусом городского и сельского поселений муниципальных образований Республики Саха (Якутия)», в ред. Закона №1058-З №1007-IV от   25 avril 2012   «О внесении изменений в Закон Республики Саха (Якутия) "Об установлении границ и о наделении статусом городского и сельского поселений муниципальных образований Республики Саха (Якутия)"». Вступил в силу   со дня официального опубликования. Опубликован: "Якутия", №245, le 31 décembre 2004 г.   ( Assemblée d’État (Il Tumen) de la République Sakha (Yakoutie).   Loi  # 173-Z non.   353-III   de   novembre   30 septembre 2004 sur l'établissement des frontières et l'octroi du statut d'établissement urbain et rural aux formations municipales de la République Sakha (Yakoutie) , telle que modifiée par la loi  # 1058-Z.   1007-IV de   avril   25 juillet 2012 sur la modification de la loi sur la République Sakha (Yakoutie) "sur l'établissement de frontières et l'octroi du statut d'établissement urbain et rural aux formations municipales de la République Sakha (Yakoutie)". Efficace dès le jour de la publication officielle.